# 湯寶如
湯寶如（英語：Karen Tong Po Yu，1971年10月4日—），暱稱湯記，香港女歌手、演員及電視節目主持。1992年出道，其歌唱代表作品包括與張學友合唱《相思風雨中》、《絕對是個夢》、《緣份的天空》。1996年更憑《感冒》一曲勇奪該年度「十大中文金曲獎」。一頭清爽短髮成為她出道時的標記，與劉小慧、黎瑞恩、王馨平並稱「寶麗金四小花」。

## 演藝歷程

### 出道之前
湯寶如早年在九龍旺角上海街附近成長，有一名胞兄。其母親是一名婦科醫生，而父親則是股票投資者。雙親對湯的家庭管教嚴厲。她曾就讀上午校小學、九龍利瑪竇書院（現為地利亞修女紀念學校（協和二中））和樂道中學何文田舊校。在校時是中學合唱團成員。她於1988年畢業，是樂道中學第24屆中五畢業生。畢業後於佐敦與何文田的幼稚園任職教師，為時4年。期間在1990年與中學同學一同參加第九屆新秀歌唱大賽，進入決賽五強卻未能獲得獎項。賽事完畢後，她便回到幼稚園教書。同年12月，參加第2屆CASH流行曲創作大賽，負責演繹的參賽作品《One Cappuccino》奪得冠軍，亦因此被寶麗金唱片的向雪懷相中而獲得試音的機會，從而入行成為歌手。1991年8月，湯寶如正式簽約加盟寶麗金，並找來著名音樂監製歐丁玉和填詞人黃偉文為她的第一張唱片擔任封面形象顧問。起初，湯寶如的母親不同意湯涉足娛樂圈。在向雪懷的說服下，湯的母親最終讓湯寶如完成歌手夢。

### 初登樂壇：1992年
1992年初，湯寶如與張學友合唱一曲《相思風雨中》初登樂壇，加上一頭短髮，備受注目。歌曲收錄在張學友於同年5月13日推出的經典大賣粵語專輯《真情流露》中，《相思風雨中》在隨後成為經典的對唱歌曲，紅遍香港與內地。10月，她終於推出首支個人主打歌《絕對是個夢》（改編自中島美雪的《やまねこ》），其冷艷中性的妝容及造型，配合歌曲的烈女式搖滾曲風，令她一鳴驚人，人氣急升。接力主打歌《活著就是等待》更罕有地以新人之姿成為TVB的「勁歌推介」，得到電視台頻繁播放其MV增加不少宣傳；11月推出首張唱片專輯《First Love》獲得金唱片銷量佳績。湯寶如於1992年年尾奪得TVB十大勁歌金曲頒獎典禮「最受歡迎新人獎（女歌星）銀獎」、香港電台十大中文金曲頒獎禮「最有前途新人獎(女歌手)銀獎」、以及香港商業電台叱吒樂壇流行榜頒獎典禮「叱咤樂壇新力軍女歌手銅獎」。此外，與張學友合唱的《相思風雨中》更奪得十大勁歌金曲頒獎典禮首年新增設的「最受歡迎男女合唱歌曲獎」，成為唯一一位新人於該年度頒獎禮中同時奪得新人獎及歌曲獎項。

### 穩步上揚：1993年－1994年
1993年，湯寶如推出主打快歌《哭泣瑪利》（改編自Ace of Base的《All That She Wants》）成績不俗，唱功獲得好評，7月推出第二張唱片專輯《我和秋天有個約會》，獲得金唱片銷量；專輯同時收錄她與張學友另一首合唱歌曲《情濃半生》。同年8月又與草蜢、關淑怡、劉小慧推出跳舞合唱歌曲《熱力節拍Wou Bom Ba》。在電視廣告播放效應下，歌曲反應熱烈。湯寶如更奪得9月份舉行的新城電台新城勁爆家族音樂大賞「勁爆新晉女歌手大賞」。是年，湯寶如開始參演無綫電視劇集作多元發展，包括首套主演劇集《居者冇其屋》（擔任第二女主角）、以及處境喜劇《開心華之里》客串五集的單元故事，還有綜藝節目《樂壇笑爆鏡》等。
1994年2月，推出專輯《青春無悔》，首支主打歌《緣份的天空（西雅圖的失眠人）》一曲成為香港電台、商業電台和TVB的熱播成為三台冠軍歌。湯寶如憑此專輯首次獲得「白金唱片」銷量佳績 (即超過五萬張)，《緣份的天空》更成功入選和獲選為1994年TVB勁歌金曲第一季季選得獎歌曲。接力主打作品《來吧123》及《反反覆覆》亦受到注意，當中《反反覆覆》更是由著名台灣作曲人林隆璇專誠為她創作，亦有收錄國語版本。此外，專輯中的動畫歌曲《寶貝甜心》也受到聽眾歡迎，為她贏得TVB兒歌金曲頒獎典禮的兒歌金曲獎。由於《青春無悔》的成功，唱片公司乘勢在10月為她再推出另一張全新唱片專輯《給世界多一個微笑》，主打歌《無顏色的夢》是改編自荷里活電影《夜色》同名英文主題曲《The Color of The Night》。這是湯寶如首次在一年內推出兩張個人專輯。

### 銳意求變：1995年
1995年，寶麗金唱片舉行記招宣佈湯寶如續約。同年4月推出《美麗的選擇 新曲+精選》專輯，一改以往中性形象，轉向女性化一面。主打歌《天生愛情狂》嘗試迷幻唱腔得到好評，專輯銷量不錯；7月推出的專輯《劇情需要》是首次加入音樂人譚國政作為唱片監製銳意尋找的新曲風與形象。以電子迷幻快歌《50/50》及抒情慢歌《春去夏來》作為頭兩首主打歌，寶麗金更為湯寶如在大學會堂舉行《湯寶如劇情需要演唱會》，是她入行以來首個非公開售票的個人演唱會。惟由於樂壇競爭激烈，1995年下半年湯寶如的人氣有所下降。

### 事業高峰：1996年
1996年3月，湯寶如推出主打歌《感冒》，此歌同為「幸福傷風素」電視廣告歌曲。《感冒》派台後迅即得到各大傳媒熱播及成功進佔了各大流行榜冠軍位置，成為她入行以來首支四台冠軍歌，再加上其電視廣告效應，歌曲流行程度可謂街知巷聞。《感冒》的成功使她在5月份推出的全新專輯《收放自如》於三日內衝破白金銷量，人氣一時無兩，唱片公司更特別為她舉行祝捷會宣佈有關消息；專輯內第二主打歌是由著名新加坡音樂人Dick Lee為她作曲的《我們的近況》，接力推出後反應同樣不俗，唱片公司更斥資安排她遠赴美國紐約拍攝《我們的近況》及《收放自如》的音樂錄映帶。不久，專輯內另一首由著名香港音樂人雷頌德作曲監製的《危險期》成為了「幸福止痛素」電視廣告歌，緊接廣告效應。同年7月，唱片公司乘勢為她推出《感冒前後 新曲＋精選》得到熱賣，並以翻唱著名歌手張國榮的名曲《今生今世》作為主打歌。此時她獲TVB邀請，特別加入演出人氣電視劇《O記實錄II》其中三集，緊接亦參與拍攝另一部電視劇《刑事偵緝檔案III》，並於劇中一人分飾兩角。
11月，湯寶如再推出專輯《我敢》，以《感冒》作曲人Robert Seng創作的《糾纏》和譚國政作曲的《細雪》作為主打歌，唱片公司更罕有地在無綫電視黃金七點檔時間連續五天推出宣傳廣告造勢，引起各界留意，這也是她入行以來首次於一年內推出三張專輯。總結湯寶如全年憑《感冒》一曲贏得不少樂壇獎項，包括香港電台十大中文金曲頒獎禮「十大中文金曲獎」、新城電台「最受歡迎廣告歌曲獎」、TVB勁歌金曲第二季季選得獎歌曲、以及十大勁歌金曲頒獎典禮的「全年傑出表現獎（銅獎）」。

### 平穩發展：1997-1998年
1997年7月，湯寶如推出專輯《開始很美》，以《你我開始很美》為主打歌；接力主打的是TVB「勁歌推介」快歌《天氣女郎》，由於跳舞服造型過於性感而一度成為報章話題。年底，再推出全新輕快主打《快將上映》。
1998年1月，她推出最後一張專輯《快將上映 新曲＋精選》後約滿及離開寶麗金。該段時期的她面對盜版問題和寶麗金唱片被收購，使她決定暫別歌壇，轉往香港中文大學專業進修學院進修犯罪心理學課程。又修讀兒童心理學課程。寶麗金於同年10月再為她推出《湯寶如自選精選30首》作為她在歌唱上的回顧。

### 淡出時期：1998年－2011年
2002年出席黄凱芹演唱會，合唱情未了，同時出演電視劇《情事緝私檔案》和《撲水冤家》，2003年，湯寶如入股與朋友開設的「Body-SOS」美容院，同時亦拍攝性感硬照。2003年於十大電視廣告頒獎典禮擔任表演嘉賓，並参演電影藍寶石指環，2007年6月，她被傳媒得知秘密懷孕，而嬰兒的父親是其賽車手男友陳德民。同年8月25日誕下兒子。兩人有共識不會結婚。

### 復出樂壇：2012年至今

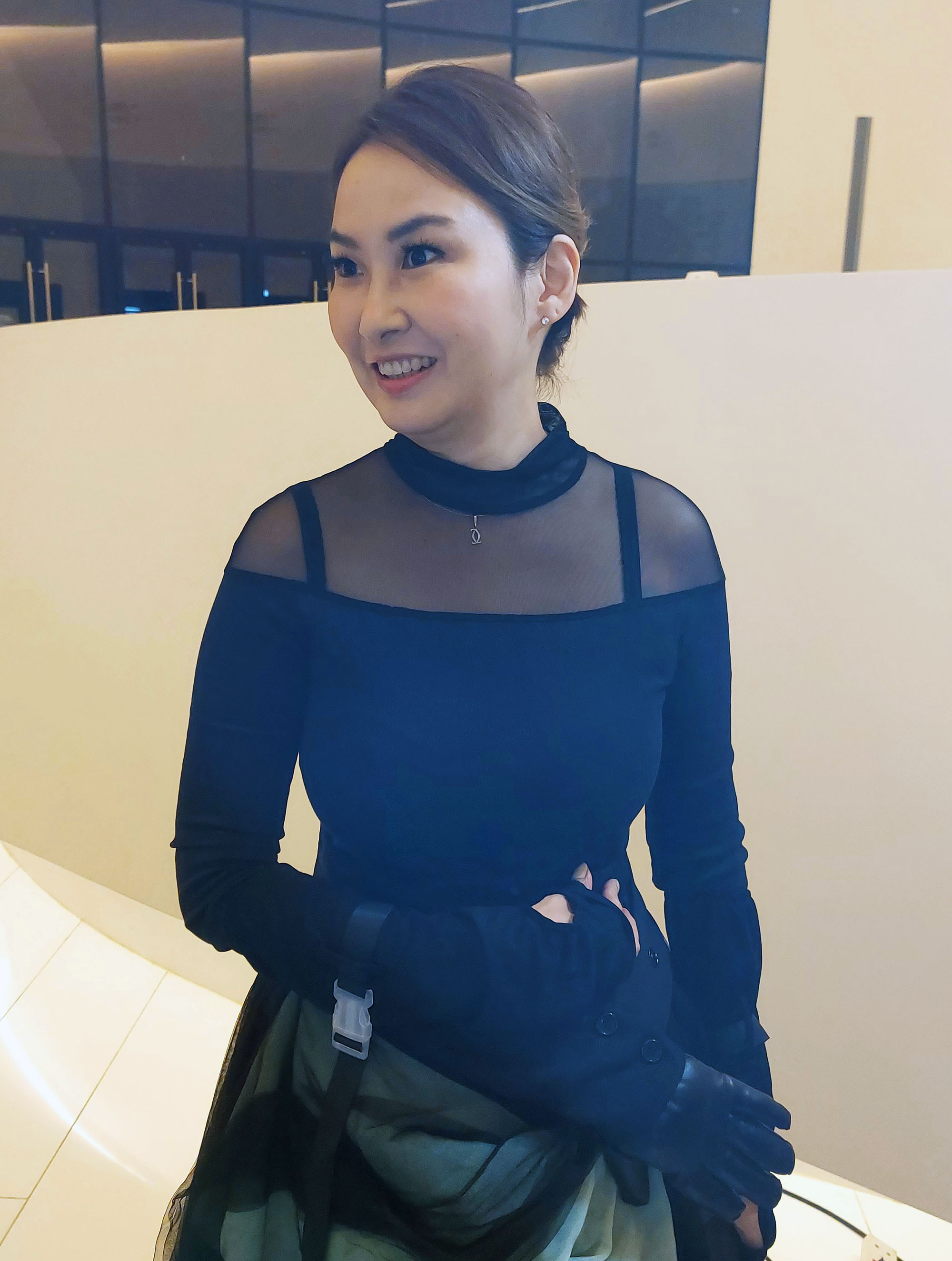
2021年9月10日出席湯寶如「關心、同心」慶團圓中秋慈善晚會

為紀念出道二十週年，湯寶如在2012年12月22日於紅磡香港體育館舉行首次個人演唱會——《湯寶如20年零一夜狂歡演唱會》。同時也推出由著名作曲人陳輝陽創作的新歌《你理得我》。後來她在第2298期的《明報周刊》中坦認曾和梁漢文拍拖，亦表示希望推出一張國語專輯以完其心願。2015年，湯寶如獲邀與環球唱片歌手關楚耀合作翻唱其名曲《感冒》。歌曲找來著名音樂人馮翰銘重新編曲及監製。
2017年，應香港無綫電視邀請跟薛家燕、黎小田及曹永廉合作主持懷舊音樂節目《流行經典50強》。由於節目觀眾反應熱烈，湯寶如主持續篇節目《流行經典50年》。同時也自資推出睽違多年的新歌《獨愛》。為紀念出道25週年，湯寶如在11月15日於九龍灣國際展貿中心匯星Star Hall舉行第二次個人演唱會——《湯寶如獨愛音樂25周年演唱會》，邀得譚詠麟、黎瑞恩、黃翊、陳曉東、黎小田、薛家燕、曹永廉等擔任嘉賓。
2018年1月26日，湯寶如為一連四場《一萬天荒愛未老·周慧敏30週年演唱會》作表演嘉賓，與周慧敏及王馨平合體唱出經典動畫歌曲《美少女戰士》，成為話題。4月，她宣佈暫別主持《流行經典50年》（只參與第1-31集），專注製作新唱片。
2019年10月，湯寶如和彭家麗、駱振偉一起為ViuTV主持新音樂節目 《Chill Club》, 節目中她除了有主持工作，亦會演唱自己名曲，或與嘉賓對唱。本預計同月14日在麥花臣場館舉行《Mine MK Karen Music 2019》演唱會，但最後因社會氣氛影響個人情緒，決定取消。
2021年推出單曲《錯得起》，2022年推出單曲《念念》，同年11月19日於戲曲中心大劇院舉行入行30周年《湯寶如約會你演唱會》。

## 音樂作品

### 個人專輯
| #  | 專輯名稱                  | 專輯類型   | 發行公司        | 發行日期                                   | 曲目 |
| -- | ------------------------- | ---------- | --------------- | ------------------------------------------ | --- |
| 1  | First Love                | 大碟       | 寶麗金          | 1992年11月3日                              | 曲目 1. 活著就是等待 2. I Don't Care 3. 愛你不易 4. 將一生送給你 5. One Cappuccino 6. 情如夢 7. First Love 8. 午後怨曲 9. 絕對是個夢 10. 相思風雨中（張學友合唱） 11. 自尋煩惱 12. 相思風雨中（Karaoke） |
| 2  | 我和秋天有個約會          | 大碟       | 寶麗金          | 1993年7月13日                              | 曲目 1. 哭泣瑪利 2. 情路中 3. 大戰前夕 4. 情濃半生（張學友合唱） 5. 全為了心痴 6. 我和秋天有個約會 7. 還迎欲拒 8. 偷戀 9. 夢之花店 10. 我為你狂 |
| 3  | 我和秋天有個約會（EP）    | 混音EP     | 寶麗金          | 1993年8月                                  | 曲目 1. 我和秋天有個約會（Summer Remix） 2. 絕對是個夢 3. 活著就是等待（Unplugged Version） 4. 相思風雨中（張學友合唱） |
| 4  | 青春無悔                  | 大碟       | 寶麗金          | 1994年2月16日                              | 曲目 1. 沒有回憶的冬季 2. 來吧123 3. 緣份的天空（西雅圖的失眠人） 4. 狂戀吧 5. 反反覆覆 6. 祇要你關注 7. 青春無悔 8. 寶貝甜心 9. 偷窺 10. 為何不可一生愛你 11. 優柔寡斷 |
| 5  | 來吧123（EP）             | 混音EP     | 寶麗金          | 1994年3月                                  | 曲目 1. 來吧123（Heavy Metal Mix） 2. 哭泣瑪利 3. 午後怨曲 4. 情濃半生（張學友合唱） |
| 6  | 給世界多一個微笑          | 大碟       | 寶麗金          | 1994年10月27日                             | 曲目 1. 無顏色的夢 2. 上帝之手（不幸運抽獎） 3. 我信明天不下雨 4. 給世界多一個微笑 5. 錯在我是女人 6. 越難越愛你 7. 你好嗎 8. 字母湯 9. 你是我未來 10. 美少女戰士（周慧敏、王馨平合唱） |
| 7  | 美麗的選擇 新曲+精選      | 新曲＋精選 | 寶麗金          | 1995年4月11日                              | 曲目 1. 天生愛情狂 2. 雪亮眼睛 3. 一起真的不易（蘇永康合唱） 4. 緣份的天空 5. 絕對是個夢 6. 我和秋天有個約會 7. 活著就是等待 8. 上帝之手（Remix） 9. 越難越愛你 10. 無顏色的夢 11. 來吧123 12. 沒有回憶的冬季 13. 反反覆覆 14. 哭泣瑪利 15. 相思風雨中（張學友合唱） 16. 美少女戰士（周慧敏、王馨平合唱） |
| 8  | 劇情需要                  | 大碟       | 寶麗金          | 1995年7月                                  | 曲目 1. 50／50 2. 一樣的月光 3. 自命風流 4. 劇情需要 5. 這是人生 6. 在失戀的日子 7. 不尋常 8. 春去夏來 9. 忘掉我是誰 10. 坐在飛氈上 |
| 9  | 收放自如                  | 大碟       | 寶麗金          | 1996年5月2日                               | 曲目 1. 感冒 2. 收放自如 3. 我們的近況 4. 不平等條約 5. 愈是無情愈是愛 6. 明日失蹤 7. 危險期 8. 沒有新聞的日子 9. 我今天失戀？ 10. 小事 |
| 10 | 感冒前後 新曲＋精選       | 新曲＋精選 | 寶麗金          | 1996年7月                                  | 曲目 1. 今生今世 2. 感冒 3. 我們的近況 4. 緣份的天空（西雅圖的失眠人） 5. 我和秋天有個約會 6. 活著就是等待 7. 絕對是個夢 8. 哭泣瑪利 9. 越難越愛你 10. 雪亮眼睛 11. 這是人生 12. 沒有回憶的冬季 13. 春去夏來 14. 還迎欲拒 15. 一起真的不易（蘇永康合唱） 16. 情濃半生（張學友合唱） 17. 相思風雨中（張學友合唱） |
| 11 | 我敢                      | 大碟       | 寶麗金          | 1996年11月                                 | 曲目 1. 糾纏 2. 我敢 3. 夜淒迷 4. 下文 5. 愛在突然間 6. 友情客串 7. 細雪 8. 光天化日 9. 迷藥 10. 我依然放不下 11. 今生今世 12. 無顏色的夢 13. 感冒（Classical Version） 14. 越難越愛你 15. 危險期 |
| 12 | 開始很美                  | 大碟       | 寶麗金          | 1997年7月                                  | 曲目 1. 這裡是個天堂 2. 你我開始很美 3. 像你 4. 我沒有戀愛 5. 記認 6. 天氣女郎 7. 應不應該 8. 華麗緣 9. 其後 10. 你我開始很美（Karaoke Version） |
| 13 | 快將上映                  | 新曲＋精選 | 寶麗金          | 1998年1月                                  | 曲目 1. 快將上映 2. 法國香水樽 3. 舊居入伙（六週年紀念） 4. 你我開始很美 5. 天氣女郎（Remix） 6. 像你 7. 糾纏（Remix） 8. 分分鐘需要你 9. 小事 10. 感冒 11. 我們的近況 12. 危險期 13. 劇情需要 14. 這是人生 15. 春去夏來 16. One Cappuccino 17. 沒有回憶的冬季 18. 緣份的天空（西雅圖的失眠人） |
| 14 | 湯寶如自選精選30首        | 精選       | 寶麗金 環球唱片 | 1998年10月 2022年9月21日 (環球復刻2CD系列) | 曲目 CD1 1. 感冒 2. 糾纏 3. 你我開始很美 4. 快將上映 5. 沒有回憶的冬季 6. 我們的近況 7. 情濃半生（張學友合唱） 8. 這是人生 9. 50／50 10. 細雪 11. 無顏色的夢 12. 我和秋天有個約會 13. 絕對是個夢 14. 活著就是等待 15. 相思風雨中（張學友合唱） CD2 1. 緣份的天空（西雅圖的失眠人） 2. 今生今世 3. 天氣女郎 4. 危險期 5. 越難越愛你 6. 我為你狂 7. 一起真的不易（蘇永康合唱） 8. 雪亮眼睛 9. 來吧123 10. 天生愛情狂 11. 反反覆覆 12. 還迎欲拒 13. One Cappuccino 14. 哭泣瑪利 15. 寶貝甜心 |
| 15 | 湯寶如真經典              | 精選       | 環球唱片        | 2001年7月                                  | 曲目 1. 緣份的天空（西雅圖的失眠人） 2. 感冒 3. 像你 4. 相思風雨中（張學友合唱） 5. 春去夏來 6. 我和秋天有個約會 7. 你我開始很美 8. 危險期 9. 無顏色的夢 10. 一起真的不易（蘇永康合唱） 11. 越難越愛你 12. 糾纏 13. 舊居入伙（六週年紀念） 14. 我們的近況 15. 今生今世 16. 活著就是等待（Unplugged Version） |
| 16 | 環球萃取升級精選 湯寶如   | 精選       | 環球唱片        | 2016年7月                                  | 曲目 1. 緣份的天空（西雅圖的失眠人） 2. 感冒 3. 像你 4. 相思風雨中（張學友合唱） 5. 春去夏來 6. 我和秋天有個約會 7. 你我開始很美 8. 危險期 9. 無顏色的夢 10. 一起真的不易（蘇永康合唱） 11. 越難越愛你 12. 糾纏 13. 舊居入伙（六週年紀念） 14. 我們的近況 15. 今生今世 16. 活著就是等待（Unplugged Version） 17. 午後怨曲 18. 沒有回憶的冬季 |
| 17 | 環球萃取升級精選 湯寶如 2 | 精選       | 環球唱片        | 2018年2月                                  | 曲目 1. 絕對是個夢 2. 哭泣瑪利 3. 快將上映 4. 情濃半生（張學友合唱） 5. 這是人生 6. 50/50 7. 細雪 8. 天氣女郎 9. 我為你狂 10. 雪亮眼睛 11. 來吧123 12. 天生愛情狂 13. 反反覆覆 14. 還迎欲拒 15. One Cappuccino 16. First Love 17. 上帝之手（不幸運抽獎） 18. 飛出戀愛街（與鄭嘉穎、王馨平合唱） |
| 18 | TBA                       | EP         | K Art Workshop  | TBA                                        | 曲目 1. 獨愛 2. 你理得我 3. 錯得起 4. 念念 |

### 合輯
| #  | 專輯名稱                         | 專輯類型   | 發行公司       | 發行日期      | 曲目 |
| -- | -------------------------------- | ---------- | -------------- | ------------- | --- |
| 1  | 寶麗金真開心精選                 | 精選       | 寶麗金         | 1992年9月     | 曲目 1. 情人 - 譚詠麟 2. 李香蘭 - 張學友 3. 你夜你會不會來 - 黎明 4. 初戀情人 - 劉小慧 5. 急流勇退 - 許冠傑 6. 只想您會意 - 李克勤 7. 一切也願意 - 關淑怡 8. 永遠愛著您 - 草蜢 9. 愛你多過愛他 - 周慧敏 10. 飄雪 - 陳慧嫻 11. 發誓 - 黎瑞恩 12. 相思風雨中 - 張學友、湯寶如 13. 雨中的戀人們 - 黃凱芹 |
| 2  | 寶麗金真開心精選 Vol. 2          | 精選       | 寶麗金         | 1993年1月     | 曲目 1. 分手總要在雨天 - 張學友 2. 戀一世的愛 - 關淑怡 3. 每一些也是情 - 草蜢 4. 歸來吧 - 陳慧嫻 5. 留住這一刻 - 劉小慧 6. 蝶戀花 - 黃凱芹 7. 祇有妳 - 譚詠麟 8. 舊歡如夢 - 李克勤 9. 我來自北京 - 黎明 10. 天荒愛未老 - 周慧敏 11. 明日世界終結時 - 張學友 12. 依然相愛 - 李克勤、關淑怡 13. 絕對是個夢 - 湯寶如 |
| 3  | 城市童話                         | 大碟       | 寶麗金         | 1993年5月5日  | 曲目 1. 童話 - 張學友 2. 一首獨唱的歌 - 關淑怡 3. 螢火 - 黎明 4. 我就是這樣 - Channel 5. 守望 - 梁惠珠 6. 今夜真情 - 區瑞強 7. 前路 - Rose Ko、邵綺華 8. 看海的日子 - 李克勤 9. 勇敢 - 鄭志明 10. 城市民歌 Medley - 黎明、區瑞強、周慧敏、劉小慧、李克勤、周國豐、湯寶如、黎瑞恩、何嘉麗、李麗蕊、阮兆祥、張學友 |
| 4  | 寶麗金未來的天才                 | 新曲＋精選 | 寶麗金         | 1993年8月     | 曲目 1. 點解 - 鄭柏林 2. 問你心中想什麼 - 唐韋琪 3. 萬個夢兒 - 鄭柏林、周慧敏 4. 你讓我找到了未來 - 草蜢 5. 神秘的花園 - 何詠琳 6. 晴天、雨天、孩子天 - 張學友 7. 伙頭仔昆布 - 草蜢 8. 閃電傳真機Remix - 鄭嘉穎、唐韋琪、鄭柏林 9. 夢中天使 - 唐韋琪 10. 一家笑口 - 黎瑞恩、黎明 11. 學生哥 - 劉小慧、黎瑞恩、鄭柏林 12. 正義（Warrior Mix）- 黎瑞恩 13. 未來的天才 - 張學友、李克勤、湯寶如、黎瑞恩、唐韋琪、草蜢 |
| 5  | 熱力節拍Summer Party             | 新曲＋精選 | 寶麗金         | 1993年8月26日 | 曲目 1. 熱力節拍Wou Bom Ba - 草蜢、關淑怡、湯寶如、劉小慧 2. 緣份 - 蔡一傑、鄭嘉穎、王馨平 3. 夏日燒著了Remix - 黎明 4. 自作多情 - 周慧敏 5. First Love - 湯寶如 6. 還是覺得你最好 - 張學友 7. 世界會變得很美 - 草蜢 8. Dela - 關淑怡 9. 急色鬼,愛出位 - 劉小慧 10. 多情 - 黎瑞恩 11. 在你走的一天Remix - 王馨平 12. 迷失的女孩 - 鄭嘉穎 13. 願你今夜別離去 - 黎明 |
| 6  | 寶麗金風花雪月國語金曲 精選Vol 3 | 新曲＋精選 | 寶麗金         | 1994年2月     | 曲目 1. 將心照亮 - 張學友、王菲、湯寶如、草蜢、劉小慧、黎瑞恩 2. 相聚時光 - 王佩 3. 一人有一個夢想 - 黎瑞恩 4. 讓我變壞七分鐘 - 劉小慧 5. 愛得太假 - 湯寶如 6. 深秋的黎明 - 黎明 7. 心事重重 - 周慧敏 8. 周治平 - 蘇三起解 9. 熱力節拍Wou Bom Ba - 草蜢、湯寶如、劉小慧 10. 天黑天藍 - 王佩 11. 祝福 - 張學友 12. 何家勁 - 你知道我是愛你的 13. 今生注定 - 王馨平、高明駿 14. 一起手牽手 - 草蜢 15. 想哭就到我懷裡哭 - 庾澄慶 16. 伴你一生 - 王馨平                                                                                             |
| 7  | 鼓舞飛揚                         | 新曲＋精選 | 寶麗金         | 1994年2月8日  | 曲目 1. 群星 - 鼓舞飛揚（十分精彩版） 2. 黎明、張學友 - 永不放棄 3. 譚詠麟 - 愛多一次 痛多一次 4. 張學友 - 等你等到我心痛 5. 黎明 - 深秋的黎明 6. 群星 - 鼓舞飛揚（特別精選版） 7. 周慧敏 - 最愛 8. 關淑怡 - 假的戀愛 9. 黎瑞恩 - 愛你這樣傻 10. 草蜢 - 寶貝，對不起 11. 王馨平 - 別問我是誰 12. 陳慧嫻 - Jealousy |
| 8  | IFPI 100%正版                    | 新曲＋精選 | 國際唱片業協會 | 1994年8月24日 | 曲目 1. 他不是我 - 譚詠麟、梅艷芳、張學友、劉德華、黎明、郭富城、葉蒨文、關淑怡、呂方、李克勤、彭羚、林敏驄、倫永亮、鄭柏林、曾志偉 2. 情歸何處 - 梅艷芳 3. 狂野之城 - 郭富城 4. 不會哭於你面前 - 楊采妮 5. 心愛 - 黎明 6. 如果得不到愛情 - 彭羚 7. 愛難留 - 鄭伊健 8. 執迷不悔 - 王菲 9. 祝福 - 張學友 10. 隨便坐 - 陳雅倫 11. 今夜夢還暖 - 劉德華 12. 只有愛不足夠 - 江希文 13. 愛出個未來 - 吳奇隆 14. 緣份的天空 - 湯寶如 15. 一天一點愛戀 - 梁朝偉 16. 來…尋夢 - 葉玉卿 17. 他不是我 - 音樂版                                              |
| 9  | 鼓舞飛揚'95                      | 新曲＋精選 | 寶麗金         | 1995年3月9日  | 曲目 1. 鼓舞飛揚'95 - 群星 2. 火舞艷陽 - 黎明 3. 我等到花兒也謝了 - 張學友 4. 你愛我甚麼 - 黎瑞恩 5. 喜愛 - 譚詠麟 6. 今天的愛人是誰 - 陳慧嫻 7. 紅葉落索的時候... - 周慧敏 8. 上帝之手（不幸運抽獎） - 湯寶如 9. 瀟灑女人 - 王馨平 10. 同珍．童真 - CD VOICE 11. 告別戀曲 - 關淑怡 12. 我失戀，你悲傷 - 洪楗華 13. 全因身邊有你 - 鄭嘉穎 14. 嗲 噢！- 草蜢 |
| 10 | Summer Passion Remix             | 混音精選   | 寶麗金         | 1995年        | 曲目 1. 雪亮眼睛+緣份的天空+上帝之手+哭泣瑪利 +天生愛情狂（Infatuate Mix） - 湯寶如 2. 一生最愛就是你（Enigmatic Fire）- 黎明 3. 讓你愉快（讓我孤獨版） - 張學友 4. 夢劇場（Rock Version） - 關淑怡 5. 搜神（不捨版） - 草蜢 6. 火舞艷陽（Remix） - 黎明 7. 嗲噢阿伊呀 - 草蜢 8. 假裝（Cha cha mix 60's version） - 周慧敏 9. Feel So Good（Nice Mix） - CD VOICE 10. 怎麼天生不是女人（都市版） - 草蜢 11. 餓狼傳說（Remix） - 張學友 12. 你是我生命中一切（舞台版） - 黎瑞恩 13. 哪有一天不想你（Mexico Mix） - 黎明                          |
| 11 | The World Song 為全世界歌唱      | 大碟       | 寶麗金         | 1995年11月    | 曲目 1. 為全世界歌唱 - 寶麗金群星 2. 月光曲 - 關淑怡、草蜢 3. 星之歌 - 譚詠麟、黎明 4. 愛和承諾 - 張學友、陳慧嫻 5. 為全世界歌唱（Radio Edit） - 群星 6. 出位地帶 - CD Voice、王馨平、湯寶如 7. 愛其實並不遠 - 寶麗金台灣群星 8. 地厚天高 - 陳琪、鄭家麒、吳銘聰 9. 為全世界演奏 |
| 12 | 幸混聲                           | 混音精選   | 寶麗金         | 1995年        | 曲目 1. 自言自語 - 關淑怡 2. 危情追踪（Lost in jungle mix） - 黎明 3. 還我真情（忘情版） - 譚詠麟 4. 我寂寞（Ver2, Remington mix） - 陳慧嫻 5. 多麼的需要妳（多麼拉丁版） - 張學友 6. 地獄戀曲（全接觸版） - 鄭嘉穎 7. 請你入綺夢 - 關淑怡 8. 讓你愉快（讓我孤獨版） - 張學友 9. 一生最愛就是你（Mexico remix） - 黎明 10. 搜神（不捨版） - 草蜢 11. 快趣實力派 - 湯寶如 12. 波羅蜜（菩提版remix） - CD Voice 13. 一次真愛追尋一百次（真愛版） - 陳曉東 14. 地獄戀曲（Remix II version） - 鄭嘉穎 15. 假裝（Cha cha mix 60's version） - 周慧敏 |
| 13 | 非一般精選2                      | 精選       | 寶麗金         | 1997年        | 曲目 1. 左右為難（Remix）- 張學友．鄭中基 2. 肝膽相照（Remix）- 譚詠麟/陳百祥 3. 或許…未必…不過 (Free As a Chimpanzee) - 黎明 4. 糾纏（Nashville Mix）- 湯寶如 5. 難忘你這夜心情（Remix）- 陳曉東 6. 感冒（劇場版）- 湯寶如 7. 非一般晚上（Original Mix）- 黎明 8. 怕你看見我悲傷╱麥子杰 9. 餘生恨更多 - 王佩 10. 今生今世 - 湯寶如 11. 怕你看見我悲傷 - 王馨平 12. 我願意 - 陳曉東 13. 分分鐘需要你 - 湯寶如 14. 風的季節 - 黎瑞恩 15. 把歌談心 - 關淑怡 16. 月亮代表我的心 - 王馨平                                                           |
| 14 | LOVE JAZZ                        | 翻唱大碟   | LMC Music (HK) | 2023年12月4日 | 曲目 1. 情書 - 王馨平 2. 李香蘭 - 湯寶如 3. 恨不相逢未嫁時 - 鍾舒祺 4. 恰似你的溫柔 - 羅凱鈴 5. 但願人長久 - 王馨平 6. 忘記他 - 鍾舒祺 7. 我怎能離開你 - 鍾舒祺 8. 愛的呼喚 - 羅凱鈴 9. 漫步人生路 - 湯寶如 10. 甜蜜蜜 - 王馨平 |

### VCD
| # | 專輯名稱            | 發行公司 | 發行日期   | 曲目 |
| - | ------------------- | -------- | ---------- | --- |
| 1 | 湯寶如感冒MTV卡拉OK | 寶麗金   | 1996年10月 | 曲目 1. 感冒 2. 我們的近況 3. 緣份的天空 4. 無顏色的夢 5. 收放自如 6. 危險期 7. 我和秋天有個約會 8. 天生愛情狂 9. 雪亮眼睛 10. 相思風雨中 11. 哭注瑪利 12. 反反覆覆 13. 絕對是個夢 14. 越難越愛你 15. 活著就是等待 |

### 單曲
| 年份   | 單曲                                                              | 收錄專輯                            | 備註                                     |
| ------ | ----------------------------------------------------------------- | ----------------------------------- | ---------------------------------------- |
| 1993年 | 未來的天才                                                        | 《寶麗金未來的天才》                | 張學友、李克勤、黎瑞恩、唐韋琪、草蜢合唱 |
| 1993年 | 熱力節拍WOU BOM BA                                                | 《熱力節拍Summer Party》            | 草蜢、關淑怡、劉小慧                     |
| 1993年 | 熱力節拍WOU BOM BA（國語版）                                      | 《熱力節拍WOU BOM BA（國語版）》    | 草蜢、劉小慧合唱                         |
| 1994年 | 飛出戀愛街                                                        | 《全因身邊有你》                    | 鄭嘉穎、王馨平合唱                       |
| 1994年 | 將心照亮                                                          | 寶麗金風花雪月國語金曲精選Vol 3》   | 張學友、王菲、黎瑞恩、草蜢、劉小慧合唱   |
| 1994年 | 愛得太假                                                          | 《寶麗金風花雪月國語金曲精選Vol 3》 |                                          |
| 1994年 | 鼓舞飛揚（十分精彩版）                                            | 《鼓舞飛揚》                        | 寶麗金群星合唱                           |
| 1994年 | 鼓舞飛揚（十分精彩版）                                            | 鼓舞飛揚（特別精選版）              | 寶麗金群星合唱                           |
| 1995年 | 鼓舞飛揚'95                                                       | 《鼓舞飛揚'95》                     | 寶麗金群星合唱                           |
| 1995年 | 雪亮眼睛+緣份的天空+上帝之手+哭泣瑪利+天生愛情狂（Infatuate Mix） | 《Summer Passion Remix》            |                                          |
| 1995年 | 為全世界歌唱                                                      | 《The World Song 為全世界歌唱》     | 寶麗金群星合唱                           |
| 1995年 | 出位地帶                                                          | 《The World Song 為全世界歌唱》     | 王馨平、CD Voice合唱                     |
| 1995年 | 快趣實力派                                                        | 《幸混聲》                          |                                          |
| 1997年 | 感冒（劇場版）                                                    | 《寶麗金非一般精選2》               |                                          |
| 2023年 | 李香蘭                                                            | 《LOVE JAZZ》                       |                                          |
| 2023年 | 漫步人生路                                                        | 《LOVE JAZZ》                       |                                          |

### 數碼歌曲
- 2015年：《感冒》（關楚耀合唱）
- 2017年：《獨愛》
- 2021年：《錯得起》
- 2022年：《念念》

### 未出版歌曲
- 1992年：《停不了的音樂》（阮兆祥、樊奕敏、張沅薇、何寶生、劉文娟、麥長青、盧敏儀、梁榮忠合唱）
- 2012年：《你理得我》（《湯寶如二十年零一夜狂歡演唱會》主題歌）

### 動畫歌曲
- 1994年：《寶貝甜心》（TVB動畫《媽媽是小學四年生》粵語主題曲）
- 1994年：《美少女戰士》（TVB動畫《美少女戰士》粵語主題曲）（與周慧敏及王馨平合唱）
- 1995年：《快趣實力派》（TVB動畫《Duck Chick探險隊》粵語主題曲）

## 派台歌曲成績
| 派台歌曲四台上榜最高位置          | 派台歌曲四台上榜最高位置     | 派台歌曲四台上榜最高位置 | 派台歌曲四台上榜最高位置 | 派台歌曲四台上榜最高位置 | 派台歌曲四台上榜最高位置 | 派台歌曲四台上榜最高位置                                           |
| --------------------------------- | ---------------------------- | ------------------------ | ------------------------ | ------------------------ | ------------------------ | ------------------------------------------------------------------ |
| 唱片                              | 歌曲                         | 903                      | RTHK                     | 997                      | TVB                      | 備註                                                               |
| 1992年                            |                              |                          |                          |                          |                          |                                                                    |
| First Love / 真情流露             | 相思風雨中                   | 14                       | -                        |                          | 3                        | 與張學友合唱                                                       |
| First Love                        | 絕對是個夢                   | 13                       | 8                        |                          | 8                        | OT：中島美雪 ~ やまねこ                                            |
| First Love                        | 活著就是等待                 | 26                       | 13                       |                          | -                        | TVB勁歌推介 OT：鄧妙華 ~ 我試著再愛一次                            |
| First Love                        | First Love                   | 23                       | -                        |                          | -                        | OT：井上昌己 ~ あなたがいない                                      |
| 1993年                            |                              |                          |                          |                          |                          |                                                                    |
| First Love                        | 午後怨曲                     | -                        | -                        |                          | -                        | OT：井上昌己 ~ 彼女が泣いた夜                                      |
| 我和秋天有個約會                  | 哭泣瑪利                     | 8                        | 2                        |                          | -                        | OT：Ace of Base ~ All That She Wants                               |
| 我和秋天有個約會                  | 我和秋天有個約會             | 15                       | 19                       |                          | -                        |                                                                    |
| 熱力節拍Summer Party              | 熱力節拍Wou Bom Ba           | 1                        | 1                        |                          | 1                        | 三台冠軍歌 與草蜢、關淑怡、劉小慧合唱                              |
| 我和秋天有個約會                  | 還迎欲拒                     | -                        | -                        |                          | -                        | OT：瀬能あづさ ~ I Miss You                                        |
| 我和秋天有個約會                  | 偷戀                         | -                        | -                        |                          | -                        |                                                                    |
| 1994年                            |                              |                          |                          |                          |                          |                                                                    |
| 全因身邊有你                      | 飛出戀愛街                   | 18                       | 13                       | -                        | -                        | 與鄭嘉穎、王馨平合唱 OT：Army Of Lovers ~ La Plage De Saint Tropez |
| 青春無悔                          | 緣份的天空（西雅圖的失眠人） | 1                        | 1                        | -                        | 1                        | 三台冠軍歌 OT：趙容弼 ~ のかたち                                   |
| 青春無悔                          | 來吧123                      | 22                       | -                        | -                        | -                        | OT：Lis Sorensen ~ 100 Gange Til                                   |
| 青春無悔                          | 反反覆覆                     | 30                       | -                        | -                        | 9                        |                                                                    |
| 青春無悔                          | 沒有回憶的冬季               | -                        | -                        | -                        | -                        |                                                                    |
| 給世界多一個微笑                  | 美少女戰士                   | -                        | -                        | -                        | -                        | 與周慧敏、王馨平合唱 日本動畫《美少女戰士》港版主題曲              |
| 給世界多一個微笑                  | 無顏色的夢                   | -                        | -                        | -                        | -                        | OT：Lauren Christy ~ The Color Of The Night                        |
| 給世界多一個微笑                  | 上帝之手（不幸運抽獎）       | 5                        | -                        | -                        | -                        | OT：The Waves ~ Baila! Baila! Baila!~グッドモーニング~             |
| 1995年                            |                              |                          |                          |                          |                          |                                                                    |
| 給世界多一個微笑                  | 越難越愛你                   | -                        | -                        | -                        | -                        |                                                                    |
| 美麗的選擇 新曲+精選              | 天生愛情狂                   | 3                        | 6                        | -                        | -                        | OT：Ice ~ Too Much Trouble Town                                    |
| 美麗的選擇 新曲+精選              | 雪亮眼睛                     | 9                        | 12                       | -                        | -                        |                                                                    |
| 美麗的選擇 新曲+精選 / 最深刻的愛 | 一起真的不易                 | -                        | -                        | -                        | -                        | 與蘇永康合唱                                                       |
| 劇情需要                          | 50/50                        | 14                       | -                        | -                        | -                        |                                                                    |
| 劇情需要                          | 春去夏來                     | 17                       | 16                       | -                        | -                        |                                                                    |
| 劇情需要                          | 劇情需要                     | x                        | 20                       | 5                        | -                        | OT：Sarah Nagourney ~ What Colour Is It in Heaven                  |
| 劇情需要                          | 這是人生                     | 4                        | x                        | x                        | -                        |                                                                    |
| 劇情需要                          | 自命風流                     | -                        | -                        | -                        | -                        |                                                                    |
| 1996年                            |                              |                          |                          |                          |                          |                                                                    |
| 收放自如                          | 感冒                         | 1                        | 1                        | 1                        | 1                        | 四台冠軍歌 幸福傷風素電視廣告歌 另派劇場版 另派Classical Version   |
| 收放自如                          | 我們的近況                   | -                        | 15                       | -                        | -                        |                                                                    |
| 收放自如                          | 危險期                       | -                        | -                        | -                        | -                        | 幸福止痛素電視廣告歌                                               |
| 感冒前後 新曲+精選                | 今生今世                     | -                        | -                        | -                        | 10                       | 原唱者為張國榮                                                     |
| 我敢                              | 糾纏                         | -                        | 8                        | -                        | -                        | 另派Nashville Mix                                                  |
| 我敢                              | 我敢                         | -                        | -                        | -                        | -                        |                                                                    |
| 1997年                            |                              |                          |                          |                          |                          |                                                                    |
| 我敢                              | 細雪                         | -                        | -                        | -                        | -                        |                                                                    |
| 開始很美                          | 你我開始很美                 | -                        | -                        | -                        | -                        | 電視劇《保護証人組》插曲                                           |
| 開始很美                          | 天氣女郎                     | -                        | -                        | -                        | -                        | TVB勁歌推介                                                        |
| 開始很美                          | 像你                         | -                        | -                        | -                        | -                        |                                                                    |
| 快將上映                          | 快將上映                     | 6                        | -                        | -                        | -                        |                                                                    |
| 1998年                            |                              |                          |                          |                          |                          |                                                                    |
| 快將上映                          | 舊居入伙（六週年紀念）       | 20                       | -                        | 8                        | 9                        |                                                                    |
| 2012年                            |                              |                          |                          |                          |                          |                                                                    |
|                                   | 你理得我                     | -                        | -                        | -                        | x                        | 《湯寶如二十年零一夜狂歡演唱會》主題曲                             |
| 2013年                            |                              |                          |                          |                          |                          |                                                                    |
| 寶記正傳                          | 寶記正傳 Part I              | 19                       | -                        | -                        | x                        | 群星合唱                                                           |
| 2017年                            |                              |                          |                          |                          |                          |                                                                    |
|                                   | 獨愛                         | -                        | -                        | 15                       | x                        |                                                                    |
| 2021年                            |                              |                          |                          |                          |                          |                                                                    |
|                                   | 錯得起                       | -                        | -                        | -                        | -                        |                                                                    |

| 903 | RTHK | 997 | TVB | 備註              |
| 3   | 3    | 1   | 3   | 四台冠軍歌總數：2 |

- （*）表示仍在榜上

## 演唱會
- 1992年12月25日：《BOSSINI聖誕愛心夢成真演唱會》(尖沙咀香港文化中心)
- 1994年：《如恩慧李SHOW演唱會》（與黎瑞恩、劉小慧、李國祥及蘇永康合作）（商台演出，非公開售票）
- 1995年：《湯寶如劇情需要演唱會》（非公開售票）(大專會堂)
- 1995年12月：《寶麗金25週年為全世界歌唱演唱會》（香港紅磡體育館）
- 2002年：《黃凱芹好久不見2002》（表演嘉賓）（香港紅磡體育館）
- 2003年3月4日：《仁濟醫院周年慈善餐舞會》（表演嘉賓）（灣仔會展）
- 2003年11月21日：《真經典演唱會》（表演嘉賓）（香港紅磡體育館）
- 2006年8月20日：《鄭嘉穎-鄭嘉穎鄭重聲明音樂會》（表演嘉賓）（九展）
- 2012年12月22日：《湯寶如20年零一夜狂歡演唱會》（香港紅磡體育館）*首個個人售票演唱會
- 2015年3月25日：《善學友好慈善音樂會》（表演嘉賓）(尖沙咀香港文化中心)
- 2016年8月12、13日：《向雪懷一生中最愛作品演唱會》（表演嘉賓）
- 2017年11月15日：《湯寶如獨愛音樂25周年演唱會》（Star Hall 展貿廳3）
- 2018年1月26-29日：《一萬天荒愛未老．周慧敏30週年演唱會》（表演嘉賓：與周慧敏及王馨平合唱《美少女戰士》）
- 2018年2月17、18日：《小田金曲50年作品演唱會》（表演嘉賓）
- 2018年9月1日：《湯寶如 張洪量「等你 相思中」演唱會》(美國大西洋城Circus Maximus Theater)
- 2018年10月26、27日：《靚歌 靚聲 靚唱會 2018》（表演嘉賓）(伊利沙伯體育館)
- 2019年10月14日：湯寶如MINE MK Karen Music 2019（旺角麥花臣場館），但湯寶如突然於10月4日宣佈音樂會因個人理由延後。[20]
- 2021年3月27、28日：《芳泉呈獻 • 麥花臣節x伍仲衡搞乜花臣音樂會》（表演嘉賓）
- 2021年9月10日：《「關心、同心」慶團圓中秋慈善晚會》（表演嘉賓）(戲曲中心大劇院)
- 2021年9月11日：《健康與你慈善音樂會》（表演嘉賓）(戲曲中心大劇院)
- 2021年10月17日：《區瑞強相識在童年知心50載演唱會》（表演嘉賓）(伊利沙伯體育館)
- 2022年11月19日：《湯寶如約會你演唱會》（戲曲中心大劇院）
- 2024年7月21日：《 2024 湯寶如“如樂人生”巡迴音樂會——廣州站》（音樂唐人館）

## 獎項
| 年份   | 獎項 | 備註                                                       |
| 1992年 | 無綫電視十大勁歌金曲頒獎典禮－最受歡迎新人獎（銀獎）                                                                            |                                                            |
| 1992年 | 香港電台十大中文金曲頒獎典禮－最有前途新人獎（銀獎）                                                                            |                                                            |
| 1992年 | 商業電台叱咤樂壇流行榜頒獎典禮－叱咤樂壇新力軍女歌手（銅獎）                                                                    | 上榜歌曲：相思風雨中、絕對是個夢、活著就是等待、First Love |
| 1992年 | 無綫電視十大勁歌金曲頒獎典禮－最受歡迎男女合唱歌曲獎《相思風雨中》                                                              | 與張學友合唱                                               |
| 1992年 | 香港電台十大中文金曲頒獎典禮－最受歡迎卡拉OK歌曲獎《相思風雨中》                                                                | 與張學友合唱                                               |
| 1993年 | 新城勁爆家族音樂大賞－新城勁爆新晉女歌手大賞                                                                                    |                                                            |
| 1993年 | 無綫電視十大勁歌金曲頒獎典禮－最佳音樂錄影帶獎《熱力節拍Wou Bom Ba》 無綫電視勁歌金曲第三季季選十大金曲獎《熱力節拍Wou Bom Ba》 | 與關淑怡、草蜢、劉小慧合唱                                 |
| 1994年 | 新城電台金曲台金心情歌頒獎典禮－金心卓越進步女歌手金獎                                                                          |                                                            |
| 1994年 | 無綫電視勁歌金曲第一季季選十大金曲獎《緣份的天空》                                                                              |                                                            |
| 1994年 | 無綫電視兒歌金曲頒獎典禮－十大兒歌金曲獎《寶貝甜心》                                                                            |                                                            |
| 1995年 | 無綫電視兒歌金曲頒獎典禮－十大兒歌金曲獎《美少女戰士》                                                                          | 與周慧敏、王馨平合唱                                       |
| 1996年 | 香港電台十大中文金曲頒獎典禮－十大中文金曲獎《感冒》                                                                            |                                                            |
| 1996年 | 新城電台新城勁爆頒獎禮－最佳廣告歌曲獎《感冒》                                                                                  |                                                            |
| 1996年 | 無綫電視勁歌金曲第二季季選金曲獎《感冒》                                                                                        |                                                            |
| 1996年 | 無綫電視十大勁歌金曲頒獎典禮－傑出表現獎（銅獎）                                                                                |                                                            |
| 2018年 | 第十屆「全球華語金曲」2018年度卡拉OK熱點歌曲《相思風雨中》                                                                      | 與張學友合唱 (2017-18年點播超過1億2800萬次)                |

## 電視演出

### 電視劇（無綫電視）
| 劇名                                  | 角色             | 性質                             | 合作演員                                   |
| 1993年                                |                  |                                  |                                            |
| 開心華之里                            |                  | 單元女主角                       | 李子雄、米雪、廖啟智、關詠荷、胡楓合演     |
| 不可思議星期二                        | 阿清             | 單元女主角 (第2集「拾靈」)       | 林偉                                       |
| 居者冇其屋                            | 張美寶（Mabel）  | 女配角                           | 陳秀雯、廖啟智、林保怡、陶大宇、張鳳妮合演 |
| 1994年                                |                  |                                  |                                            |
| 鎮金女人週記II （页面存档备份，存于） | 阿惠             | 單元女主角 (第7集「知己的情人」) |                                            |
| 1996年                                |                  |                                  |                                            |
| O記實錄II                             | 陳麗瑩（Emily）  | 單元女主角                       | 黃日華、羅嘉良、陳錦鴻合演                 |
| 1997年                                |                  |                                  |                                            |
| 保護證人組                            | 高卓芝（Gigi）   | 第二女主角                       | 王喜、魏駿傑、張國強、傅明憲、惠英紅合演   |
| 刑事偵緝檔案III                       | 呂展眉（鄭素心） | 單元女主角（檔案二：幻海情緣）   | 陶大宇、梁榮忠、鍾麗淇、劉江、黎彼得合演   |
| 2002年                                |                  |                                  |                                            |
| 情事緝私檔案                          | 張寶怡           | 第二女主角                       | 郭晉安、郭藹明、唐文龍、鄭敬基、秦沛合演   |
| 2003年                                |                  |                                  |                                            |
| 撲水冤家                              | 楊小莉           | 女配角                           | 吳啟華、葉童、陳豪、黃卓玲合演             |

### 電視劇（有線電視）
| 劇名                                    | 性質       |
| 2013年                                  |            |
| 一級重案．大查犯 （页面存档备份，存于） | 單元女主角 |

### 電視劇（香港電台)
| 劇名           | 角色                      | 性質 |
| 2002年12月首播 |                           | |
| 女人多自在     | 蔣金玉（Joyce）           | 為10集單元電視連續劇，透過10個獨立而又互相關連的故事，描述女性在家庭、學校、社會面對或工作場所的性別成見與障礙。 |
| 2003年         |                           | |
| 女人多自在II   | 蔣金玉（Joyce）           | 是第一輯的延續。                                                                                                 |
| 2016年         |                           | |
| 我的家庭醫生II | 馬醫生（Marella）         | 王喜、馮素波、吳耀漢、麥洛新、張松枝、陳瀅、陳安瑩合演                                                           |
| 2022年         |                           | |
| 空間魔術師     | 王少玲                    | 香港特區成立廿五周年 原創微電影-出發2022；與陳國邦、鍾紹圖、梁佩兒合演                                           |
| 2023年         |                           | |
| 我們的畢業禮   | 湯敏宜 (學生輔導中心主任) | 馬浚偉、施匡翹、程可為、陳秀珠、黃韻材、譚玉瑛、胡渭康、林敬剛、郭羡妮合演                                       |

### 電視劇（ViuTV）
| 劇名     | 角色       | 性質                                                            | 合作演員       |
| 2020年   |            |                                                                 |                |
| 好人好姐 | 孤兒院院長 | 客串 於第4集《職場第一天遇上變態老闆》、 第15集《雨過天晴》登場 | 劉美君、吳日言 |

### 主持綜藝節目（無綫電視）
- 1992年：暑假玩到盡（主持）
- 1992年－1993年：Sunday新地帶（與麥長青、梁漢文共同主持）
- 1993年：TVB永安旅遊話你知：點解杜拜咁好玩（與陳松伶、梁榮忠和梁詠琳一同主持）
- 1993年：TVB永安旅遊話你知：點解埃及咁好玩（與陳松伶、梁榮忠、胡楓和梁詠琳一同主持）
- 1996年：為食到維省（主持）
- 1997年：歡樂今宵（主持）
- 2017年2月－4月：流行經典50強（共7集）（主持）
- 2017年4月－10月，12月－2018年4月：流行經典50年（共1-31集）（主持）

### 主持綜藝節目（ViuTV）
- 2019年10月－2020年2月：Chill Club（主持）

### 綜藝節目（香港）
| 日期           | 節目 |
| 1992年         | 客串 - 現代愛情戀曲（页面存档备份，存于）《也許當時年紀少》 |
| 1994年         | 《新春萬事JOKE》（页面存档备份，存于） (第4集) (嘉賓) |
| 1995年         | 超級無敵獎門人 (第17集) (湯寶如、鄭則士、彭 丹、林國斌、梁佩玲、柯受良) |
| 1995年         | 博愛歡樂傳萬家《梁祝之十八相送》湯寶如 鄭嘉穎 |
| 1995年         | 《為食到飛起》（页面存档备份，存于） (嘉賓) 第12集 燕窩餐 |
| 1995年         | 《週三紅FRIEND區》第13集「今夜黎明追追追」(嘉賓) |
| 1995年         | 《運財智叻星》第23集 (湯寶如、陳松伶、盧大衛、狄波拉、庾澄慶) 最後一集 (湯寶如、梁漢文、譚詠麟、袁詠儀、梁家輝、馮寶寶、鍾鎮濤、章小蕙、謝賢 、狄波拉、彭健新、羅文、汪明荃、鄧建明) |
| 1996年         | 《奧運群星智激鬥》（页面存档备份，存于）第2集 (嘉賓) |
| 1996年         | 《廣告大贏家》第10集 (湯寶如、李克勤、鄭裕玲、劉丹、蘇玉華) |
| 1997年         | 超級無敵獎門人再戰江湖 (第2集) (湯寶如、羅家英、梁漢文、李綺虹、陳淑蘭、成奎安) |
| 1998年         | 天下無敵獎門人 (第21集) (湯寶如、杜德偉、王 青、陳加玲、方中信、陳淑蘭 ) |
| 1999年         | 驚天動地獎門人 (第23集) (湯寶如、鄧建明、馮德倫、古巨基、楊千嬅、陳慧琳) |
| 2001年         | 麗聲郵輪之旅智多星 (湯寶如、元華、蔡子健、馬德鐘) |
| 2003年         | "十大電視廣告頒獎典禮(演唱廣告歌曲) |
| 2004年         | 繼續無敵獎門人 (第31集) (演藝隊：湯寶如、劉玉翠、蘇玉華、蘇志威、彭健新；歌星隊：劉美君、劉以達、梁榮忠、陳錦鴻、張錦程)                                                             |
| 2005年12月25日 | 名曲滿天星 (第13集) (聖誕之夜）(感冒、緣份的天空、相思風雨中) |
| 2013年8月25日  | 超級無敵獎門人 終極篇 (第14集) (湯寶如、鄧麗欣、李蕙敏、胡渭康、鄭敬基、劉以達、張達明、谷德昭)                                                                                      |
| 2015年4月13日  | 關人煮事II (第10集) now觀星台 |
| 2015年5月10日  | Sunday靚聲王 (第11集) 停不了的愛 (彭健新)、感冒 (關楚耀)、相思風雨中 (蔣志光) |
| 2017年10月21日 | 善心滿載仁愛堂：緣份的天空、相思風雨中 (陳百祥) |
| 2017年11月17日 | 綜藝精彩50年 - 我愛EYT (第6集)《似火探戈》 |
| 2017年12月16日 | 星光熠熠耀保良：感冒、情濃半生 (曹永廉) |
| 2018年9月22日  | 善心滿載仁愛堂：戀愛預告、相思風雨中 (潘海飛總理) |
| 2019年10月27日 | Chill Club (第1集）主持兼演唱：哭泣瑪利、至少還有你、囍帖街 |
| 2019年11月3日  | Chill Club (第2集）主持兼演唱：絕對是個夢、緣份的天空、等了又等 |
| 2019年11月10日 | Chill Club (第3集）主持兼演唱：美少女戰士、感冒 |
| 2019年11月17日 | Chill Club (第4集）主持兼演唱：分分鐘需要你、欲斷難斷、煞科 |
| 2019年11月24日 | Chill Club (第5集）主持兼演唱：問我、忘記他、親密關係 |
| 2019年12月1日  | Chill Club (第6集）主持兼演唱：擋不住的風情、無聲仿有聲、芳華絕代 |
| 2019年12月8日  | Chill Club (第7集）主持兼演唱：償還、酒杯敲鋼琴、今生不再 |
| 2019年12月22日 | Chill Club (第8集）主持兼演唱：千個太陽、星空下的戀人 |
| 2019年12月29日 | Chill Club (第9集）主持兼演唱：黑色的豹、抱緊眼前人、紅日 |
| 2020年1月5日   | Chill Club (第10集）主持兼演唱：垃圾、予盾一生、你知道我在等你嗎 |
| 2020年1月12日  | Chill Club (第11集）主持兼演唱：初戀、Love Me Once Again、默契 |
| 2020年1月19日  | Chill Club (第12集）主持兼演唱：親情, Shall We Talk, 不想獨自快樂 |
| 2020年1月26日  | Chill Club (第13集）主持兼演唱：祝福歡樂財神到, 獨家試唱 |
| 2020年2月2日   | Chill Club (第14集）主持兼演唱：春光乍洩, 風箏與風 |
| 2020年2月9日   | Chill Club (第15集）主持兼演唱：烈女, 大雄 (Joey Tang 合唱) |
| 2021年4月4日   | 流行經典50年 (嘉賓) 絕對是個夢, 飛出戀愛街 |
| 2021年10月9日  | 善心滿載仁愛堂：永遠愛著你 |

## 電影
| 年份           | 片名                                                                                     | 角色             |
| 1993年11月30日 | 《傻大姐翻轉瘋人院 Crazy Women》                                                         |                  |
| 1997年2月27日  | 《愛情Amoeba Love, Amoeba Style》                                                        | Allison          |
| 1997年6月21日  | 《最佳拍檔之醉街拍檔 97 Aces Go Places》                                                 |                  |
| 1997年11月29日 | 《夜半3點鐘 03:00 AM》                                                                   |                  |
| 1998年3月21日  | 《殺殺人、跳跳舞 Ballistic Kiss》                                                        |                  |
| 1998年8月9日   | 《非常警察 Magnificent Team》                                                            |                  |
| 1998年8月25日  | 《陰陽路4與鬼同行 Troublesome Night 4》                                                  |                  |
| 1998年9月12日  | 《失業特工隊 The Extra》                                                                 |                  |
| 1998年9月19日  | 《面青青有排驚 Faces of Horror》                                                         | 阿思             |
| 1998年12月10日 | 《愛情傳真 Tales in the Wind》                                                           | EVA              |
| 1999年         | 《離奇殺局 Killing Maze》                                                                | Bonnie           |
| 1999年8月12日  | 《人肉玩具 A Lamb in Despair》                                                           |                  |
| 1999年9月16日  | 《怪談之魔鏡 The Mirror》                                                                |                  |
| 2000年3月30日  | 《新三狼之歡場屠夫 Prostitute Killers》                                                  |                  |
| 2002年10月30日 | 《花園街一號 Love in Garden Street》                                                     |                  |
| 2002年11月28日 | 《35米厘兇心人 Memento》                                                                 |                  |
| 2003年9月27日  | 《藍寶石指環 Follow You Loving You》                                                     | Joey             |
| 2003年         | 《南國風雲 Roaring Dragon Bluffing Tiger》                                               |                  |
| 2003年         | 《流氓經紀 Rascal Agent》                                                                |                  |
| 2003年         | 《香港特區警察系列之兵捉賊 Kung Fu Police》                                              | 歡姐             |
| 2003年         | 《奪命訓練班 Fatal Training Course》                                                     |                  |
| 2003年         | 《兩個獨立包裝的女人 The Two Individual Package Women》                                  |                  |
| 2003年1月1日   | 《黑白雙雄》                                                                             |                  |
| 2003年1月16日  | 《一個賭波的傳說 The Story of Soccer Bet》                                               |                  |
| 2003年9月27日  | 《大隻佬 Running on Karma》                                                              | 女人             |
| 2004年7月1日   | 《古宅魅影 Fearful 24 Hours》                                                            |                  |
| 2005年         | 《無敵老夫子新傳：少林偵探社 The New Unbeatable Old Master Q: Shaolin Detective Agency》 |                  |
| 2005年6月1日   | 《神偷一只手》                                                                           |                  |
| 2006年         | 《時光倒流的話 Pandora's Booth》                                                         | 2000年 Dora      |
| 2007年5月17日  | 《性工作者十日談 Whispers and Moans》                                                    | 賭船大亨的二姨太 |
| 2025年1月28日  | 《祥賭必贏 My Best Bet》                                                                 |                  |

## 舞台劇
- 2009年5月：《戀愛猜情尋》慈善音樂劇（與蔡少芬、黃凱芹、李彩華、雷安娜、陳鍵鋒、劉以達、陳敏愷合作）[23][24] [25]

## 事件

### 打包論及攻擊網民港獨事件
2020年7月21日，湯寶如在facebook上載與麥長青（麥包）於新和牛店內合照，有網民留言說：「以為賣包！」，湯寶如回覆對方：「係呀！同你打包（指遺體放入屍袋）啊！」此舉遭不少網民狙擊。後來湯公開部分網民留言截圖，並說：「每個人也有自由言論，有些人挑釁和你不同思想的人。是什麼道理！網絡欺凌是一件可悲的事，疫情已經愈來愈嚴重，仲要講政治！可悲！我完全沒有新聞價值，如果明天（今天）報紙有（報道），好多謝他們！」她還說：「本人保留一切法律權利！造謠。」湯寶如回覆傳媒稱「打包論」是講笑，沒有惡意，但被無限放大。
有一個網民回應湯寶如與麥長青的合照：「兩個都藍，你一定支持啦。」湯寶如tag該名網民：「請問你係咪有病，不喜歡請你離開。這裏沒有顏色，請不要對號入座，不喜歡就不要在這裏留言。原來你係黃㗎！黃即係咩意思啊？你想港獨啊，需唔需要我報警，我而家好驚。」那位網民回覆：「我藍㗎。湯小姐不要誤會。」湯寶如再次自覺鬧錯人，她即改口：「我喜歡好多顏色！」

## 外部連結
- 湯寶如的Facebook專頁
- YouTube上的湯寶如頻道
- 湯寶如的新浪微博
- 湯寶如在香港影庫上的簡介